# آلامدا (سانتیاگو)

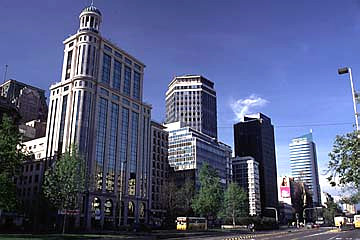
خیابان آلامدا

خیابان ژنرال آزادی‌بخش برناردو اوهیگینس (اسپانیایی: General Liberator Bernardo O'Higgins Avenue‎) مشهور به آلامدا خیابان اصلی شهر سانتیاگو شیلی است. آلامدا یک خیابان شرق به غرب در مرکز شهر است و ۷٫۷۷ کیلومتر طول دارد، و تا ۵ باند عبوری در هر طرف دارد. این خیابان نامش را از بنیان‌گذار شهر شیلی برناردو اوهیگینس گرفته شده است. این خیابان در ابتدا شاخه‌ای از بستر رودخانه ماپوچو بود.
دانشگاه کاتولیک پاپی شیلی، بورس اوراق بهادار سانتیاگو، دانشگاه شیلی، ادیفسیو اریزتیا، کاخ لا موندا، مجسمهٔ خوزه د سن مارتین و برناردو اوهیگینس همگی در بخش‌هایی از این خیابان یا در مجاورت آن قرار دارند.